# خورخه سارمینتو
خورخه سارمینتو (اسپانیایی: Jorge Sarmiento‎; ۲ نوامبر ۱۹۰۰ – ۲۰ فوریهٔ ۱۹۵۷) بازیکن فوتبال اهل پرو بود.
از باشگاه‌هایی که در آن بازی کرده‌است می‌توان به باشگاه فوتبال آلیانزا لیما اشاره کرد.
وی همچنین در تیم ملی فوتبال پرو بازی کرده‌است.